# Witalij Buluk
Witalij Wiktorowycz Buluk (ukr. Віталій Вікторович Булюк, ur. 21 grudnia 1969 w Hładkiwce w obwodzie chersońskim) – ukraiński samorządowiec i ekonomista, urzędnik administracji celnej. Od 13 sierpnia do 18 września 2022 de facto p.o. gubernatora okupowanego obwodu chersońskiego (p.o. szefa Chersońskiej Wojskowo-Cywilnej Administracji).

## Życiorys
W 1990 ukończył szkołę wojskową w Doniecku ze specjalnością wojskowo-polityczną. W 1995 został absolwentem ekonomii i zarządzania produkcją na Kijowskim Narodowym Uniwersytecie Ekonomicznym, w 2008 prawoznawstwa na Tawrijskim Uniwersytecie Narodowym, zaś w 2011 administracji publicznej w lwowskim oddziale szkoły administracji publicznej przy prezydencie Ukrainy. W 2012 uzyskał stopień kandydata nauk ekonomicznych.
Od 1990 do 1991 pracował jako nauczyciel wychowania fizycznego, później jako dyrektor w prywatnym przedsiębiorstwie. Od 1996 zatrudniony jako urzędnik celny w służbach państwowych począwszy od stanowiska inspektora w Skadowsku. Był zastępcą szefa administracji celnej w obwodzie chersońskim (2003–2005) i mikołajowskim (2005–2007), następnie w latach 2007–2015 kierował służbą celną w obwodzie chersońskim. Został pozbawiony stanowiska po tzw. rewolucji godności, co w 2021 zostało sądownie uznane za niesłuszne. Związał się z ugrupowaniem Nasz Kraj (zdelegalizowanym w roku 2022). Od 2010 przez trzy kadencje zasiadał w radzie obwodu chersońskiego, w tym od grudnia 2015 na stanowisku zastępcy przewodniczącego rady.
W 2022 zaangażował się w rosyjską inwazję na Ukrainę, m.in. pomagając w kwietniu 2022 zająć budynek lokalnej administracji (co stało się przyczyną oskarżenia go o zdradę stanu). 19 maja 2022 powołany na stanowisko zastępcy szefa Chersońskiej Wojskowo-Cywilnej Administracji (de facto zastępcy gubernatora obwodu chersońskiego w kontrze do prawowitych władz).
Żonaty, ma troje dzieci. Wyróżniany licznymi odznaczeniami służbowymi i państwowymi, w tym orderem „Za zasługi” III klasy (2016).